# Tachardiobius nigricans
Tachardiobius nigricans är en stekelart som beskrevs av Timberlake 1926. Tachardiobius nigricans ingår i släktet Tachardiobius och familjen sköldlussteklar. Inga underarter finns listade i Catalogue of Life.